# Лактобациллы
Лактобаци́ллы (лат. Lactobacillus, от лат. lac — молоко) — род грамположительных факультативно анаэробных или микроаэрофильных бактерий семейства Lactobacillaceae.
Один из важнейших в группе молочнокислых бактерий, большинство членов которой превращают лактозу и другие углеводы в молочную кислоту. В большинстве случаев они непатогенны, многие виды выполняют положительную роль в питании человека. У человека они постоянно присутствуют в кишечнике, во влагалище (палочки Дедерлейна), где являются симбионтами и составляют значительную часть микрофлоры кишечника и основную микрофлору влагалища. Многие виды принимают участие в разложении остатков растений. Они продуцируют молочную кислоту, а кислая среда препятствует росту многих патогенных бактерий и грибов.
Род Lactobacillus включает 261 вид (по состоянию на март 2020 г.), которые чрезвычайно разнообразны на фенотипическом, экологическом и генотипическом уровнях.

## Применение
Биологические свойства. Лечебный эффект препаратов, которые содержат лактобациллы, обусловлен антагонистическим действием лактобактерий по отношению к патогенным микроорганизмам, включая стафилококки, энтеропатогенные кишечные палочки, протеи, шигеллы, что определяет корригирующее действие препарата при нарушениях бактериоценоза. Препараты лактобактерий улучшают обменные процессы, препятствуют формированию затяжных форм кишечных заболеваний, повышают неспецифическую резистентность организма.
Лактобактерии реутери вырабатывают вещество реутерин, которое подавляет рост патогенной флоры в кишечнике и не влияет на рост собственной полезной флоры.

### В пищевой промышленности
Некоторые виды Lactobacillus нашли применение в промышленности для производства кефира, йогурта, сыров, хлеба. Лактобактерии участвуют в процессах засолки овощей, в приготовлении маринадов и других продуктов, используют также синтетическую и биотехнологическую молочную кислоту. Брожение силоса приводит к торможению развития плесеней, что обеспечивает животных ценным кормом.

### Медицинское
Штаммы молочнокислых бактерий используют в производстве медицинских препаратов — пробиотиков, предназначенных для восстановления нормальной микрофлоры кишечника и влагалища (после инфекционных заболеваний, антибиотикотерапии).
Применение лактобактерий реутери у младенцев уменьшает выраженность колик, связанных с нарушениями микрофлоры в кишечнике.